# Ciro Ayala
Ciro Ayala (Chaco, Argentina, 10 de mayo de 1981) es un director de cine y videos de música, conocido por su estilo visual oscuro y surrealista, que actualmente reside en Asia.

## Actividad
A los 15 años editó videos para Interpol, campeonatos deportivos, y filmes institucionales, con su primera consola de edición digital instalada en su casa. En 2000, con la ayuda del productor Facundo Marcías, escribió y dirigió su primera película independiente de suspenso, llamada ¨Disfraz¨, la cual fue exhibida durante 3 años consecutivos en el Festival Internacional de Cine Independiente Sudamericano Buenos Aires Rojo Sangre Festival.
Ha exhibido trabajos en la exposición internacional  de la NAB (National Association of Broadcasters), en Las Vegas, Nevada; siendo el único creador de contenido fílmico no estadounidense en representar Asia y exhibir junto a Luma Pictures y Picture Mill. Su video de música ¨Think About You¨ para Nosa Recordings, ha sido nominado en abril de 2009 como Mejor Video Revolucionario para los Premios de Música Independiente en Asia.

## Filmografía

### Comerciales publicitarios
- "Cite Communication" Cite (2008)[4]

### Videos de música
- "Meighan Nealon MV Portfolio" Auryn Music[5] (2009)
- "Blue Fear" Armin van Buuren (2009)[6]
- "She Moves" Andy Moor, presentando a Carrie Skipper (2010)[7]

### Cortometrajes
- "Disfraz", Argentina (2000)[8]

## Premios y nominaciones
Bokeh South Africa International Fashion Film Festival 2014
- Ganador del Premio al Mejor VFX con Black Era: Court of the Ants (2012)[9][10]